# El Carmen (México)
El Carmen é um município do estado de Nuevo León, no México.
Em 2005, o município possuía um total de 6.996 habitantes.